# Tiryns
Tiryns (forngrekiska Τίρυνς och på modern grekiska Τίρυνθα) är en mykensk utgrävningsplats i den grekiska prefekturen Argolis på Peloponnesoshalvön, några kilometer norr om Nafplion.
Tiryns var en befästning, vars ursprung går flera tusen år tillbaka i tiden, från början av bronsåldern. Den nådde sin höjpunkt mellan 1400 och 1200 f.Kr. Dess viktigaste byggnader var dess palats, dess cyklopiska tunnlar och särskilt dess murar, vilka gjorde att Homeros gav staden epitetet "det mäktiga, muromgärdade Tiryns". Under antiken sammankopplades staden med myterna om Herakles, där vissa källor anger det, som hans födelseplats.

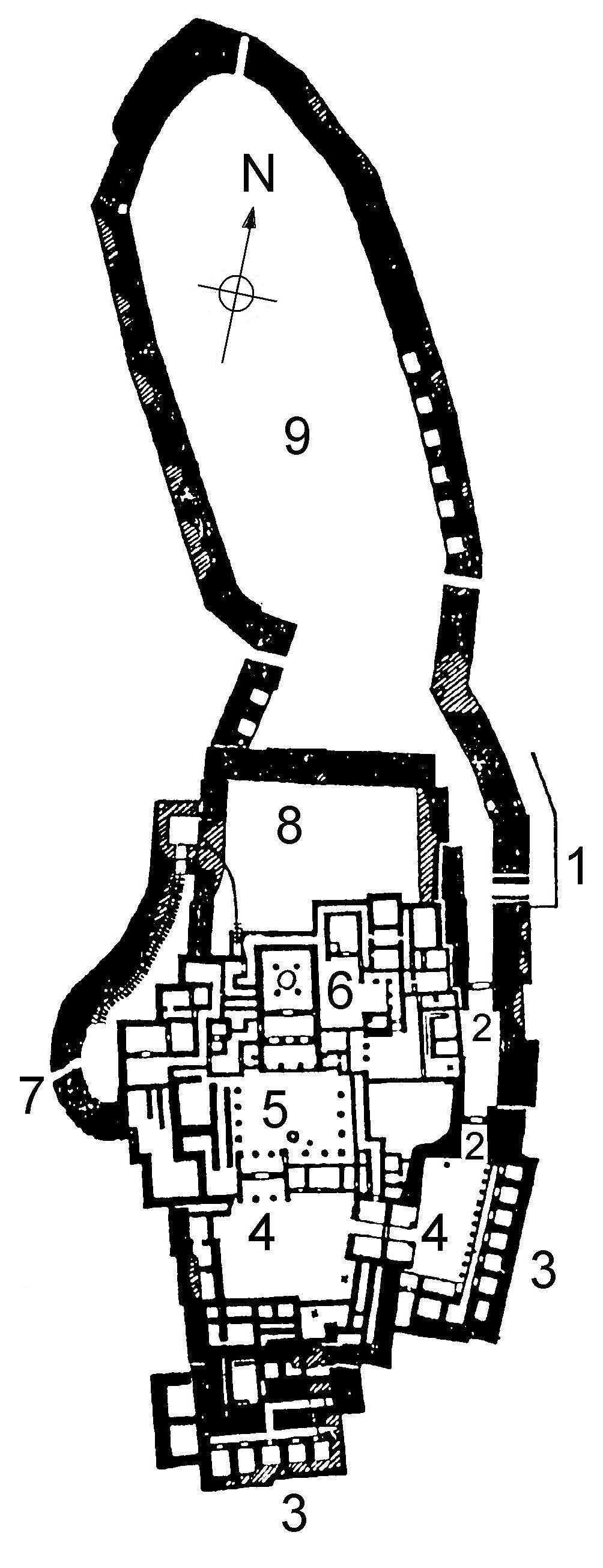
Utgrävningarna vid Tiryns

Den berömda megaron i palatset i Tiryns har en stor mottagningshall, där det i huvudrummet fanns en tron vid den högra väggen, en central eldstad omgiven av fyra minoiska träpelare, som bar upp taket. Två av de tre väggarna i megaron sammanfördes till att bilda ett arkaiskt Heratempel.
Platsen drabbades av nedgång mot slutet av den mykenska perioden och var helt övergiven, när Pausanias besökte platsen på 100-talet e.Kr. Den grävdes ut av Heinrich Schliemann 1884–1885 och utgrävningar pågår där fortfarande.
Tiryns blev erkänt som världsarv 1999. 